# Comuna Mărgău, Cluj
Mărgău (în maghiară Meregyó) este o comună în județul Cluj, Transilvania, România, formată din satele Bociu, Buteni, Ciuleni, Mărgău (reședința), Răchițele și Scrind-Frăsinet.

## Date geografice
Comuna Mărgău este situată într-o zonă montană, dominată de proximitatea Munților Vlădeasa, reprezentând 3,17% din suprafața județului Cluj.
Are în componență 6 sate: (Mărgău, Bociu, Buteni, Ciuleni, Răchițele, Scrind-Frăsinet) și 2 cătune (Doda Pilii și Ic Ponor, care țin de satul Răchițele).

## Demografie
Componența etnică a comunei Mărgău
     Români (88,63%)
     Alte etnii (0,29%)
     Necunoscută (11,08%)
Componența confesională a comunei Mărgău
     Ortodocși (84,67%)
     Baptiști (1,17%)
     Alte religii (2,35%)
     Necunoscută (11,81%)
Conform recensământului efectuat în 2021, populația comunei Mărgău se ridică la 1.363 de locuitori, în scădere față de recensământul anterior din 2011, când fuseseră înregistrați 1.484 de locuitori. Majoritatea locuitorilor sunt români (88,63%), iar pentru 11,08% nu se cunoaște apartenența etnică. Din punct de vedere confesional, majoritatea locuitorilor sunt ortodocși (84,67%), cu o minoritate de baptiști (1,17%), iar pentru 11,81% nu se cunoaște apartenența confesională.

## Politică și administrație
Comuna Mărgău este administrată de un primar și un consiliu local compus din 9 consilieri. Primarul, Mircea-Sorin Suciu[*], de la Partidul Național Liberal, este în funcție din octombrie 2020. Începând cu alegerile locale din 2024, consiliul local are următoarea componență pe partide politice:
|  | Partid                    | Consilieri | Componența Consiliului | Componența Consiliului | Componența Consiliului | Componența Consiliului | Componența Consiliului |
|  | ------------------------- | ---------- | ---------------------- | ---------------------- | ---------------------- | ---------------------- | ---------------------- |
|  | Partidul Național Liberal | 5          |                        |                        |                        |                        |                        |
|  | Partidul Social Democrat  | 4          |                        |                        |                        |                        |                        |

### Evoluție istorică
La recensământul din 1930 în localitatea Mărgău au fost înregistrați 2.243 locuitori, dintre care 2.198 români, 18 țigani, 16 maghiari, 10 evrei și 1 german. Sub aspect confesional populația era alcătuită din 2.158 greco-catolici, 30 ortodocși, 28 baptiști, 11 reformați, 10 mozaici, 5 romano-catolici și 1 luteran.
De-a lungul timpului populația comunei Mărgău a evoluat astfel:
Mărgău, Cluj - evoluția demografică

|  | Graficele sunt indisponibile din cauza unor probleme tehnice. Mai multe informații se găsesc la Phabricator și la wiki-ul MediaWiki. |

Date: Recensăminte sau birourile de statistică - grafică realizată de Wikipedia

## "Gumuțeasca" și "Măsurișul oilor"
Comuna Mărgău este faimoasă în România pentru 2 lucruri:

1) „Limba gumuțească”: este vorba de jargonul geamgiilor din acest sat care, la un moment dat, formau o breaslă care vindea și instala geamuri în toată țara. Vocabularul fantezist al „gumuțeascăi” nu are nicio legătură cu cuvintele din limba română, astfel încât geamgiii mărgăuani nu erau înțeleși de alții. Iată câteva exemple de asemenea cuvinte:

- Tălăuzești? = Vorbești gumuțeasca?/ înțelegi?
- Tălăuz = sticlă
- Munuc, s-asface deapsă! (Munuc! e un fel de „Băi!”) = Băi, e om bun![13] [14][15]

2) Festivalul „Măsurișul oilor” .

## Primari
- 2004-2008: Petru Ungur (PSD)
- din 2008: Sorin Suciu (PNL)

## Monumente istorice
- Biserica „Sfinții Arhangheli Mihail și Gavriil"

## Lăcașuri de cult
- Biserica fortificată "Sfinții Arhangheli Mihail și Gavriil", din secolul al XIX-lea.
- Biserica Baptistă "BETEL"

## Tradiții
- Măsurișul oilor - un festival în Valea Firii, satul Răchițel la care participă toată comuna și chiar din comunele învecinate[18] [19].

## Obiective turistice și arii protejate
- Peștera Mare de pe Valea Firei (2 ha), Peștera din Piatra Ponorului (2 ha) și Peștera Vârfurașu (monumente naturale speologice).
- Pietrele Albe (zonă peisagistică protejată).
- Cheile Văii Stanciului și Cascada Răchițele (zone peisagistice protejate).
- Munții Apuseni - Vlădeasa, arie de protecție specială avifaunistică.

## Personalități născute aici
- Teodor Șușman (1894 - 1951), luptător anticomunist;
- Iosif Capotă (1912 - 1958), luptător anticomunist;
- Dumitru Mustață (1929 - 1977), scrimer;
- Emil Boc (n. 1966), om politic, fost premier al României, primar al Clujului;

## Imagini

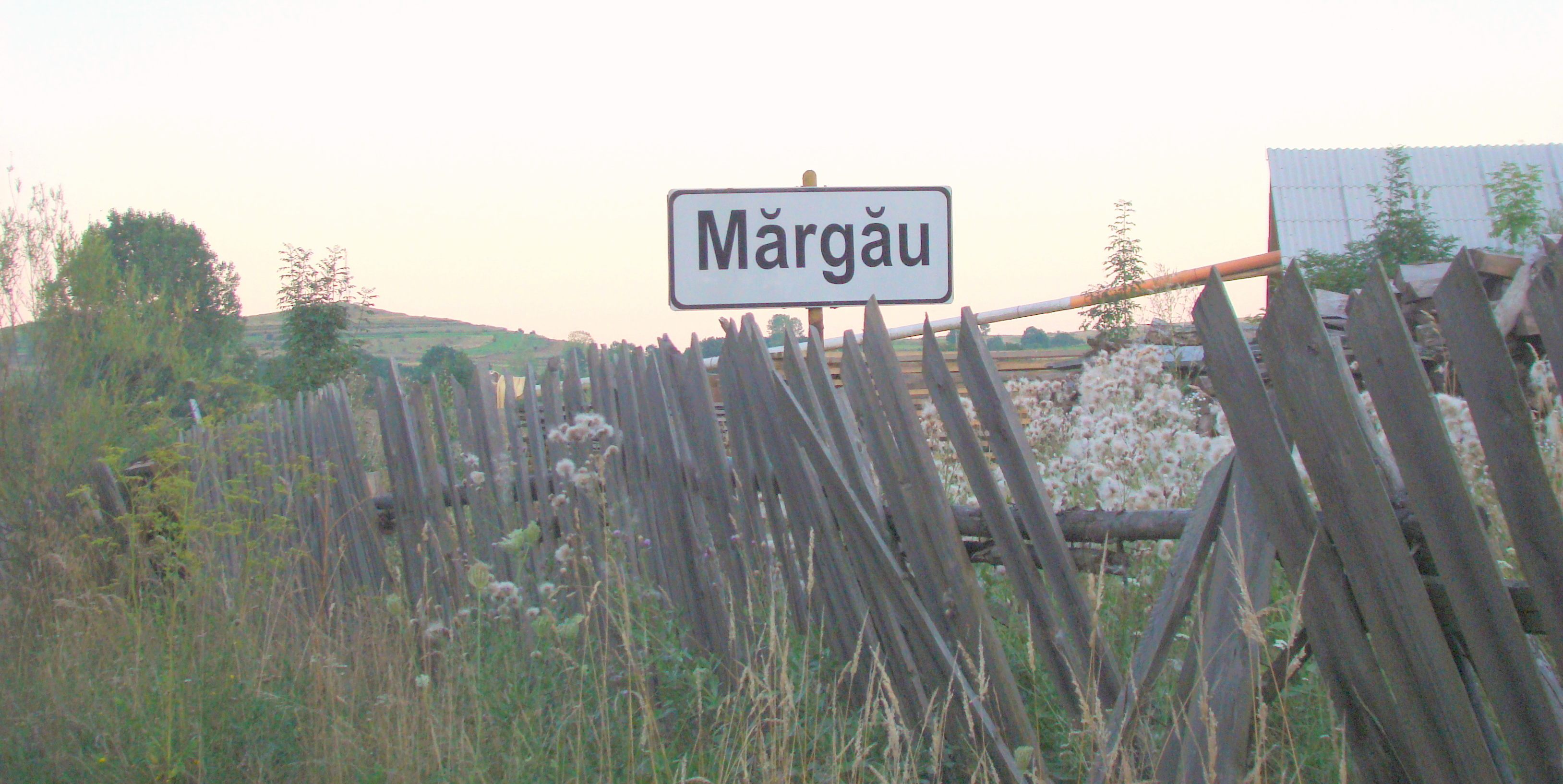
Intrarea în centrul de comună Mărgău
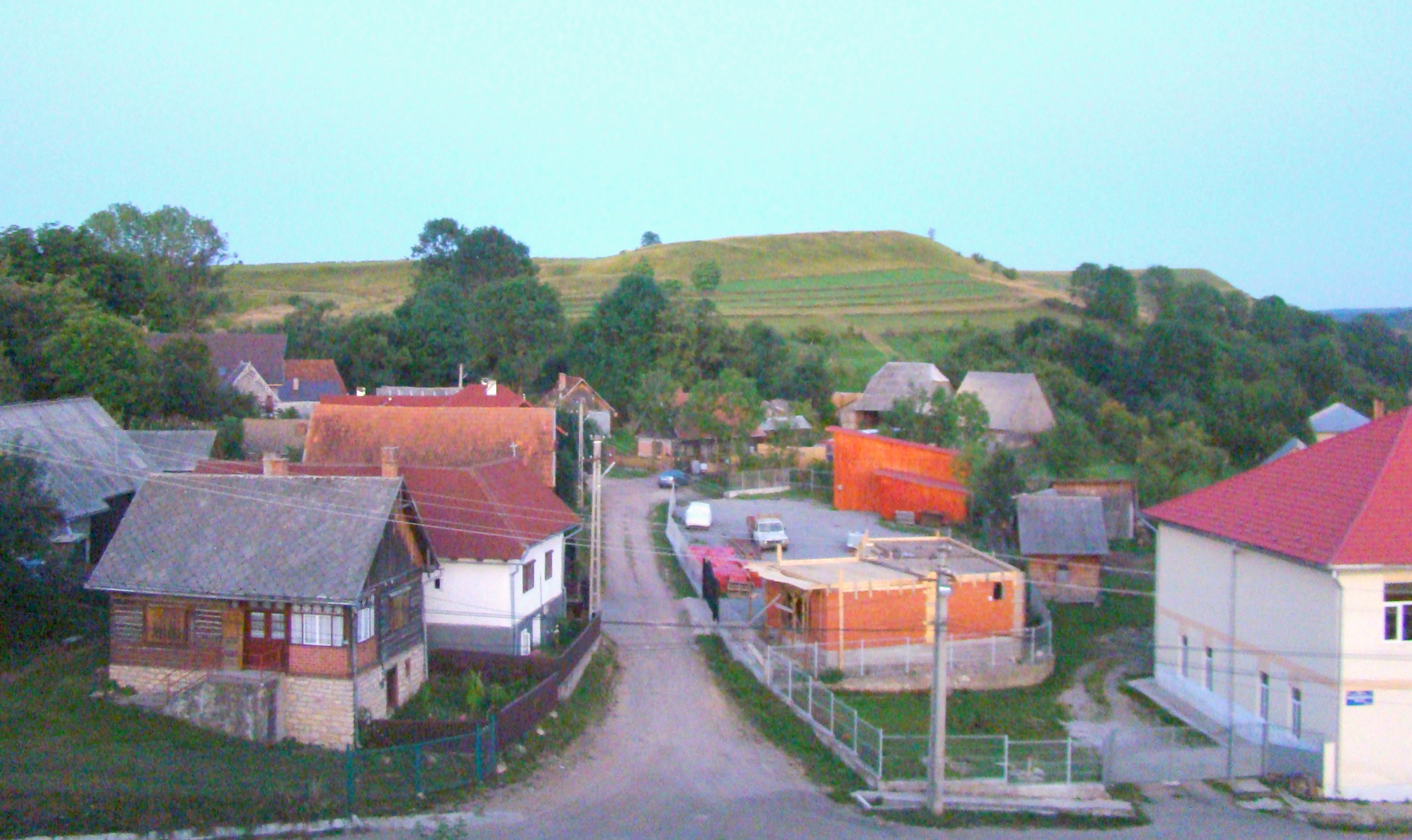
Mărgău
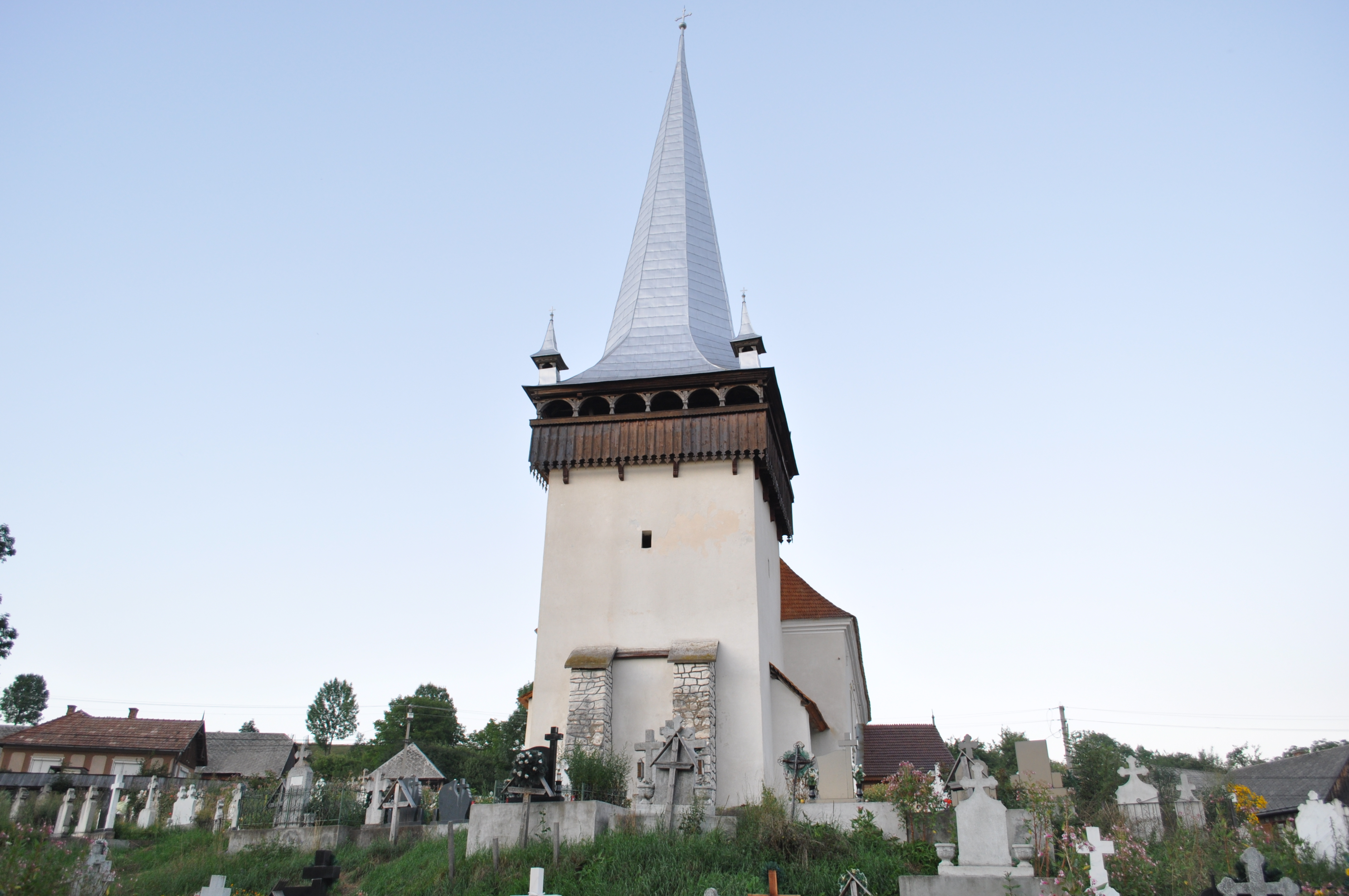
Biserica „Sfinții Arhangheli Mihail și Gavriil” din Mărgău (monument istoric)
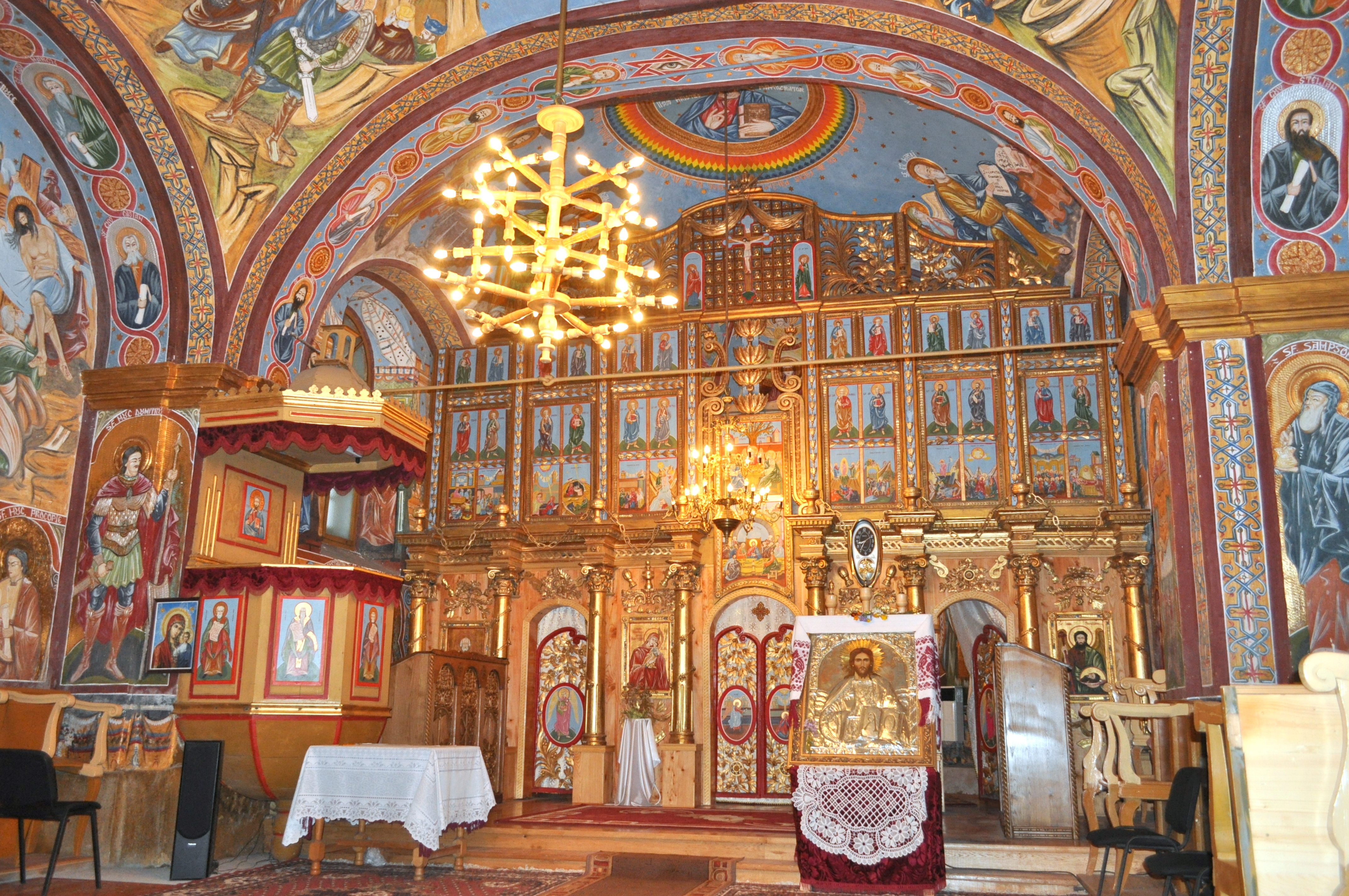
Biserica „Sfinții Arhangheli Mihail și Gavriil” din Mărgău (interiorul)
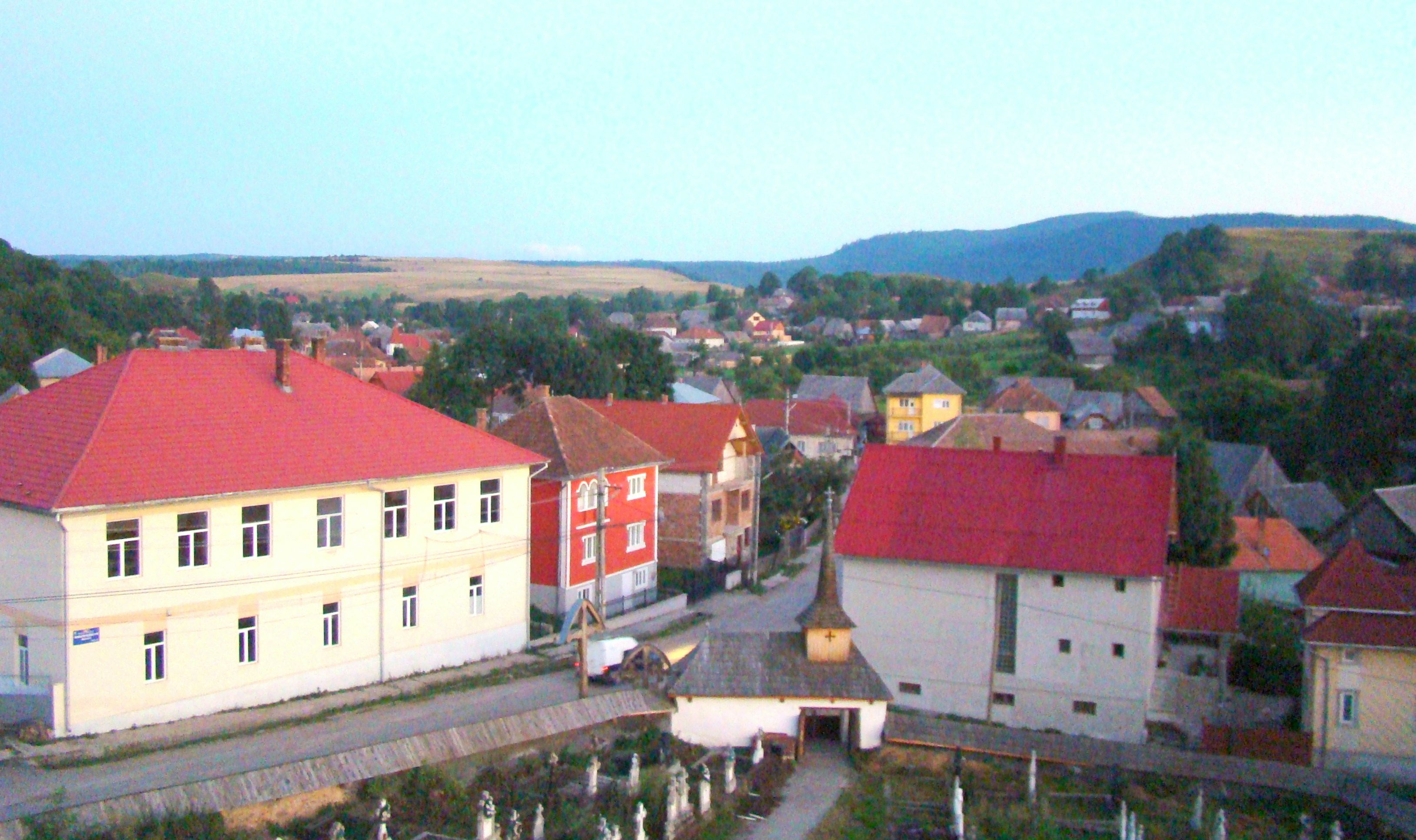
Mărgău
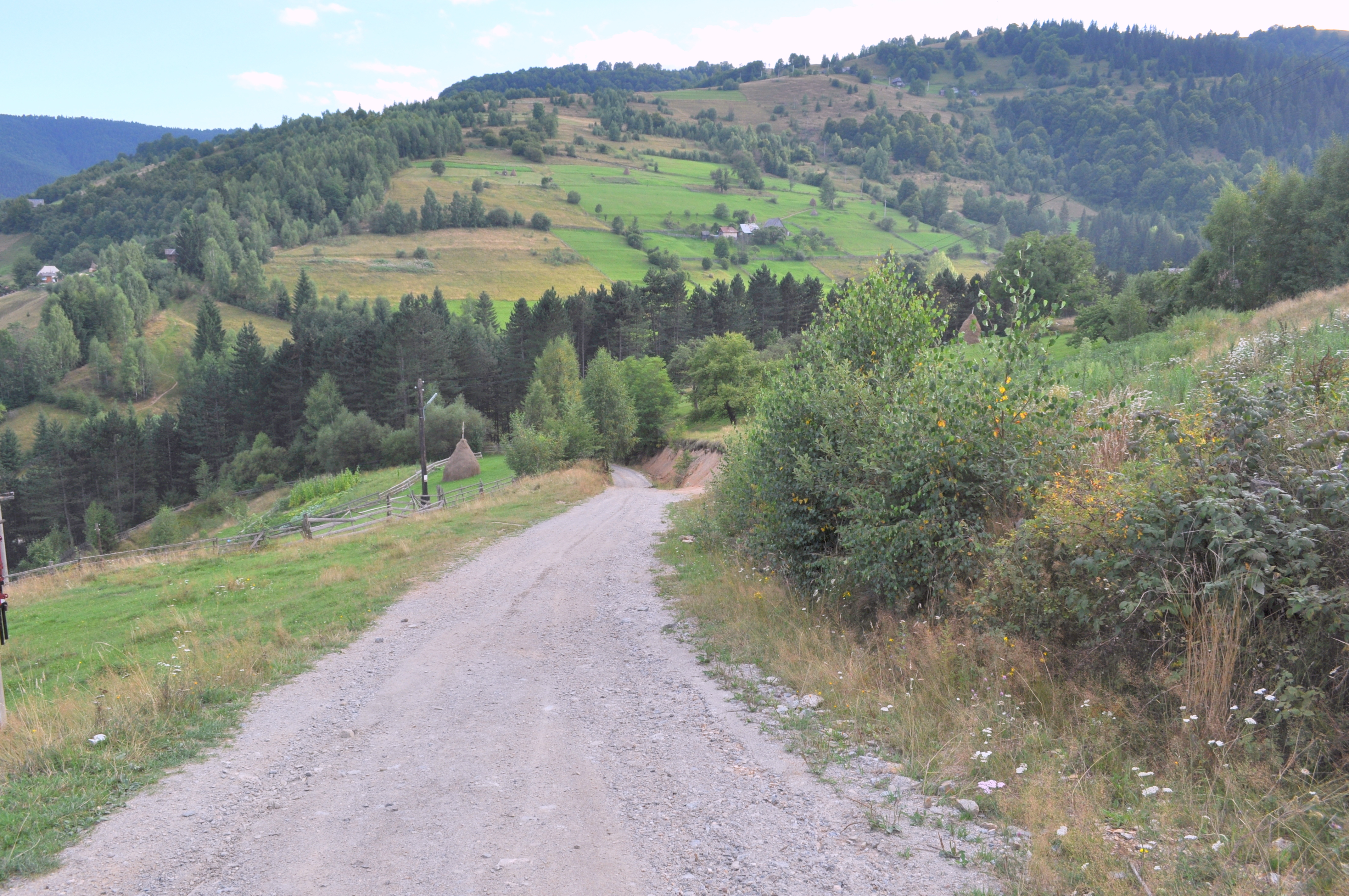
Drumul spre Răchițele
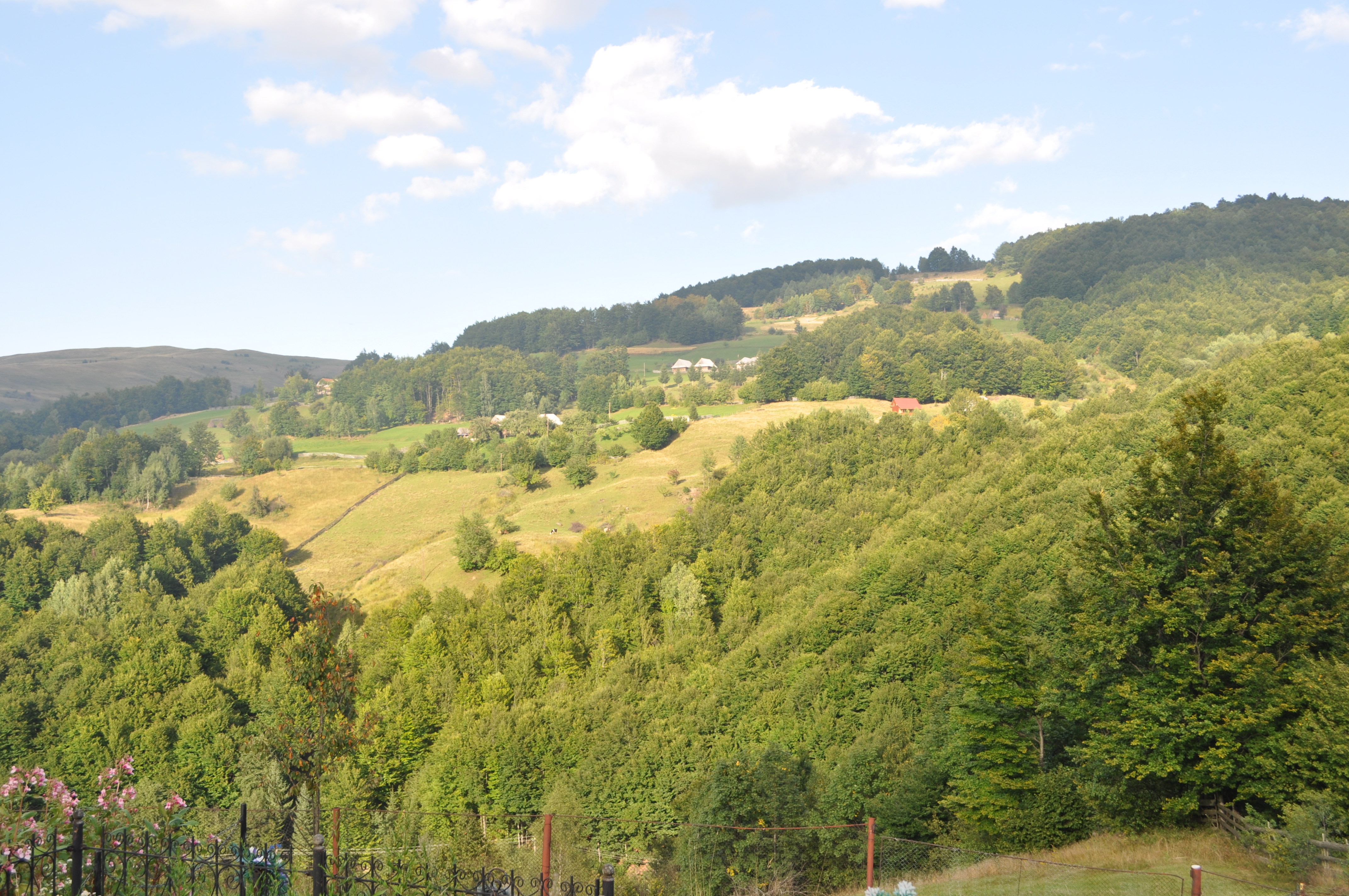
Răchițele
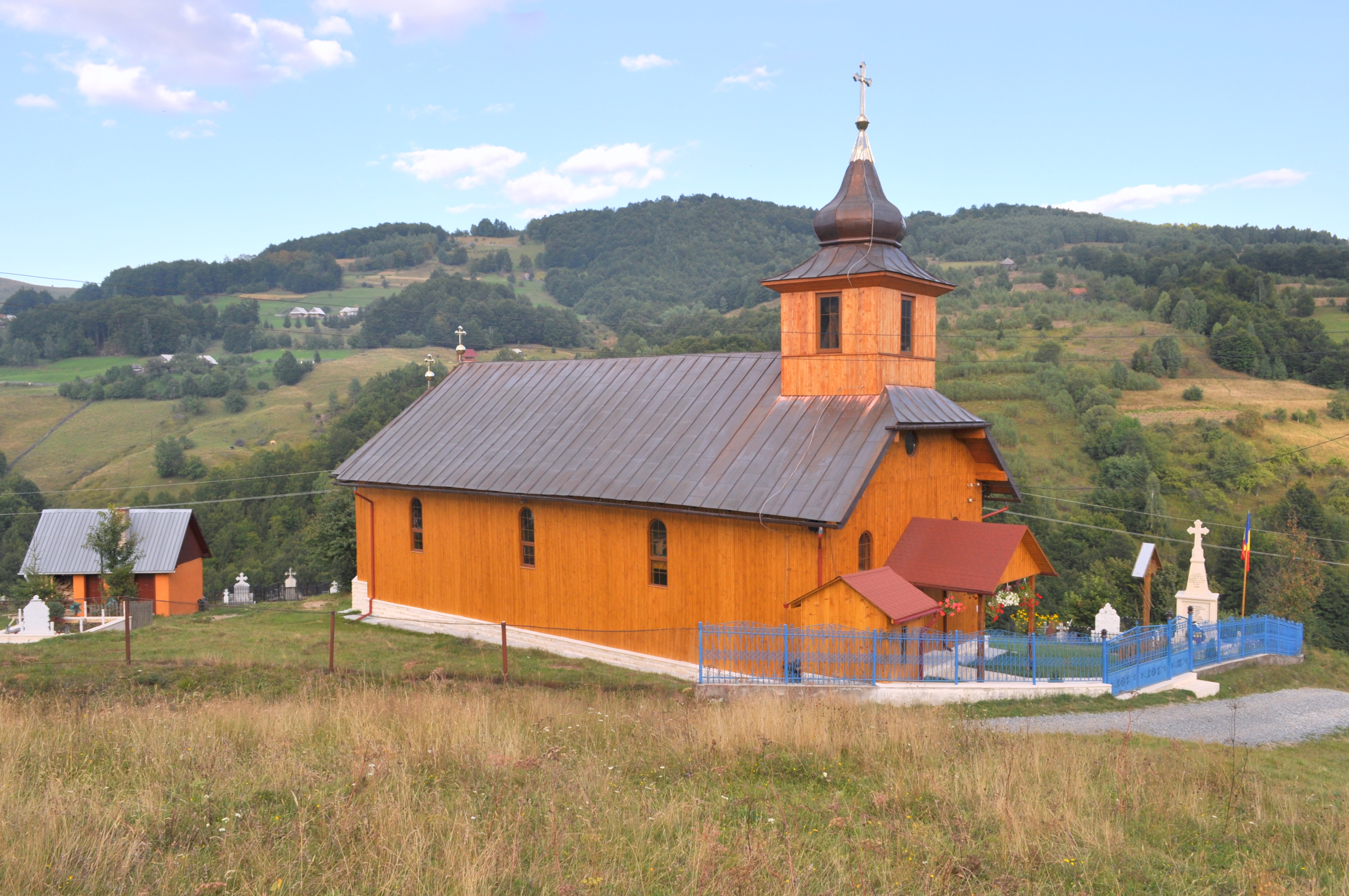
Biserica de lemn din Răchițele
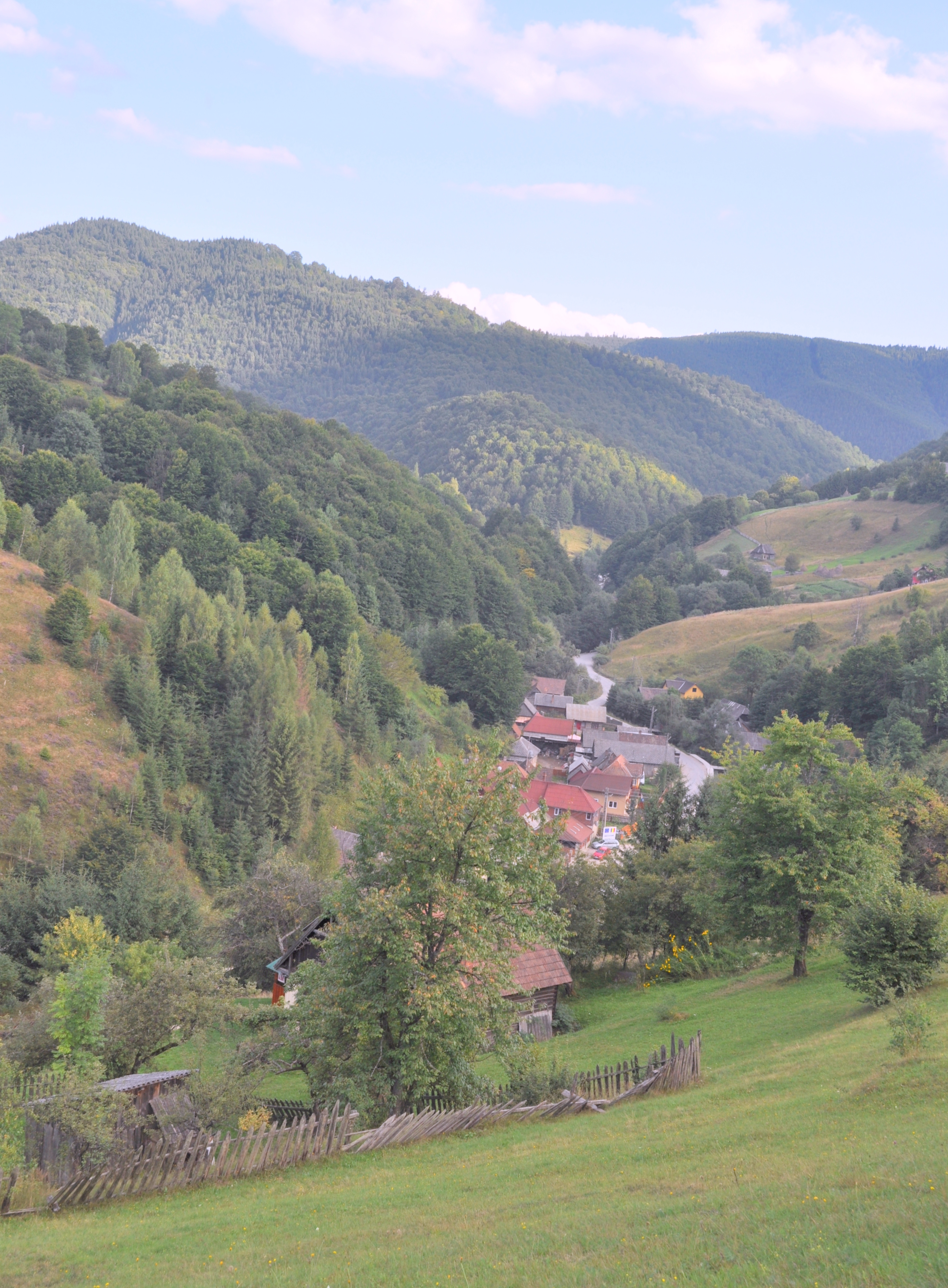
Răchițele
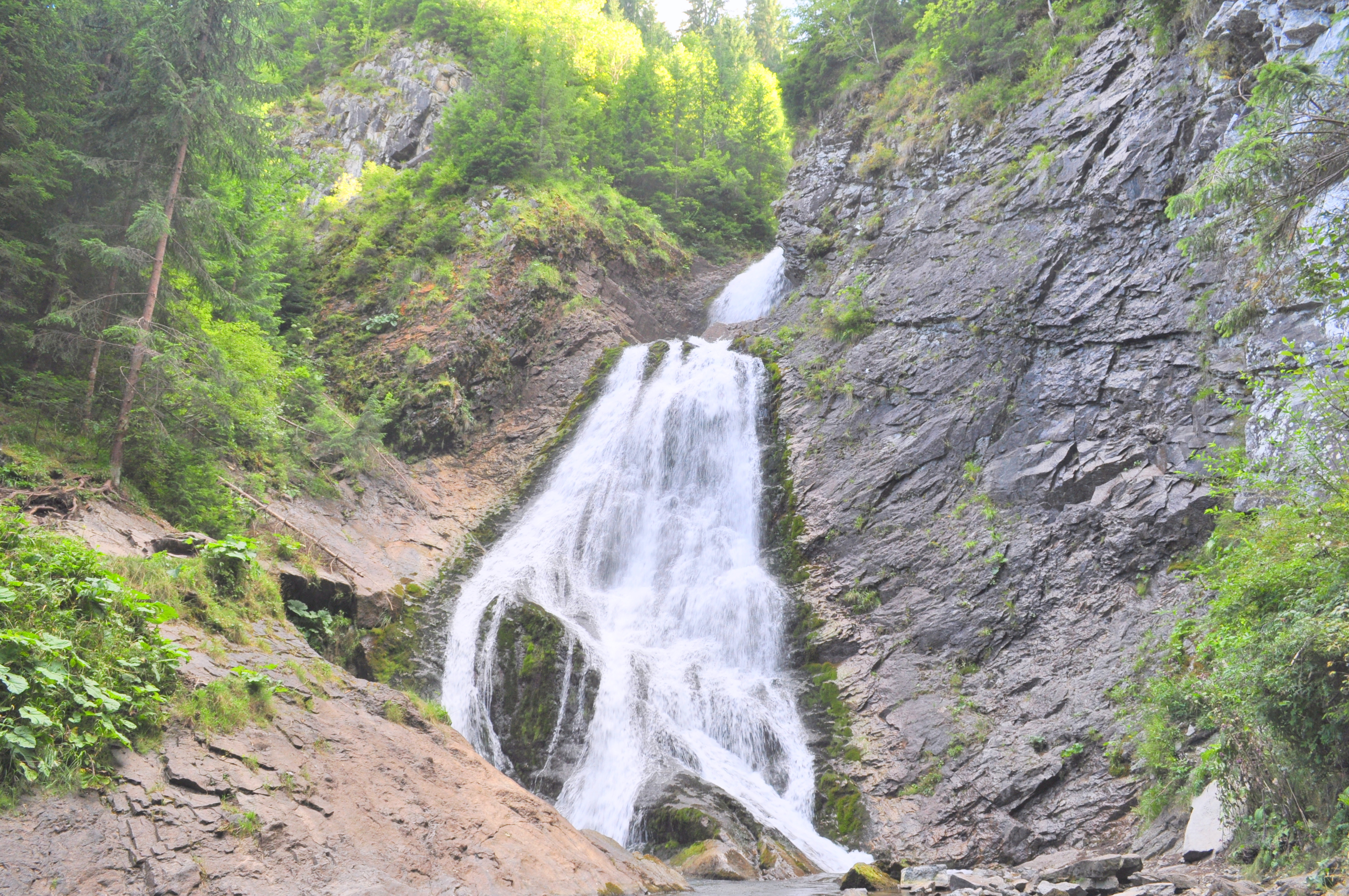
Cascada Răchițele numită și "Vălul Miresei", situată pe Valea Stanciului, în arealul localității Răchițele
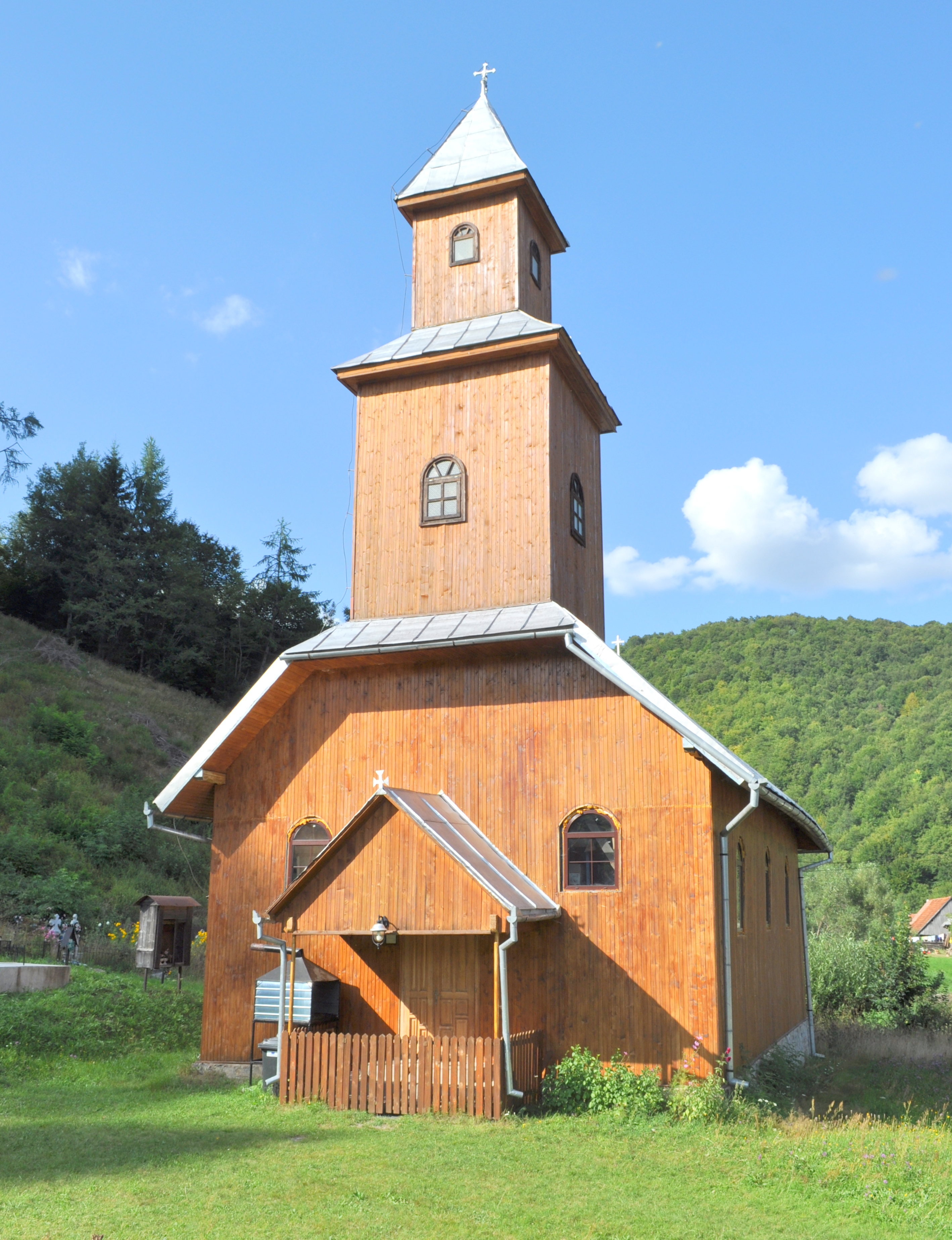
Biserica satului Scrind-Frăsinet
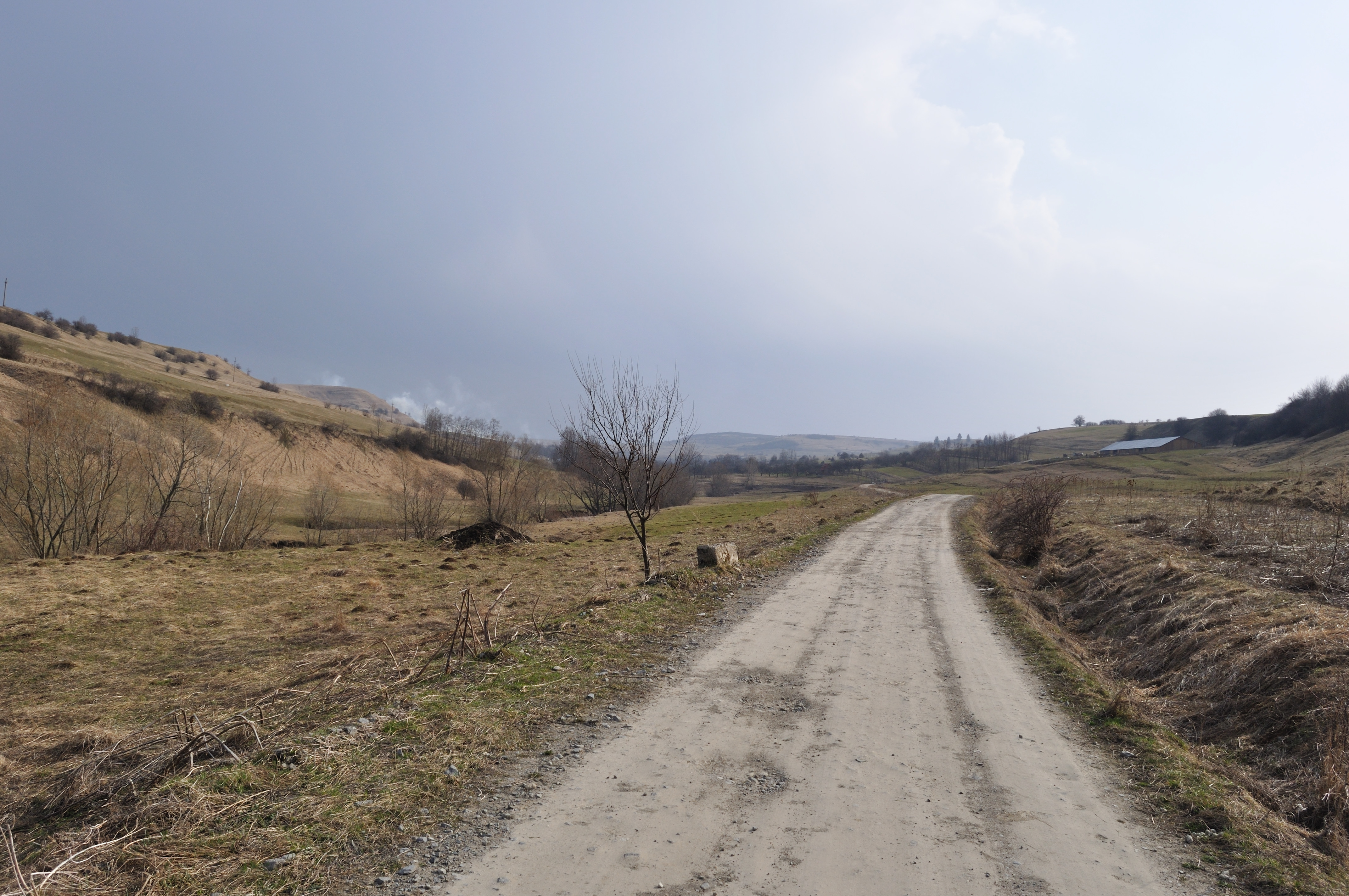
Drumul spre satul Ciuleni
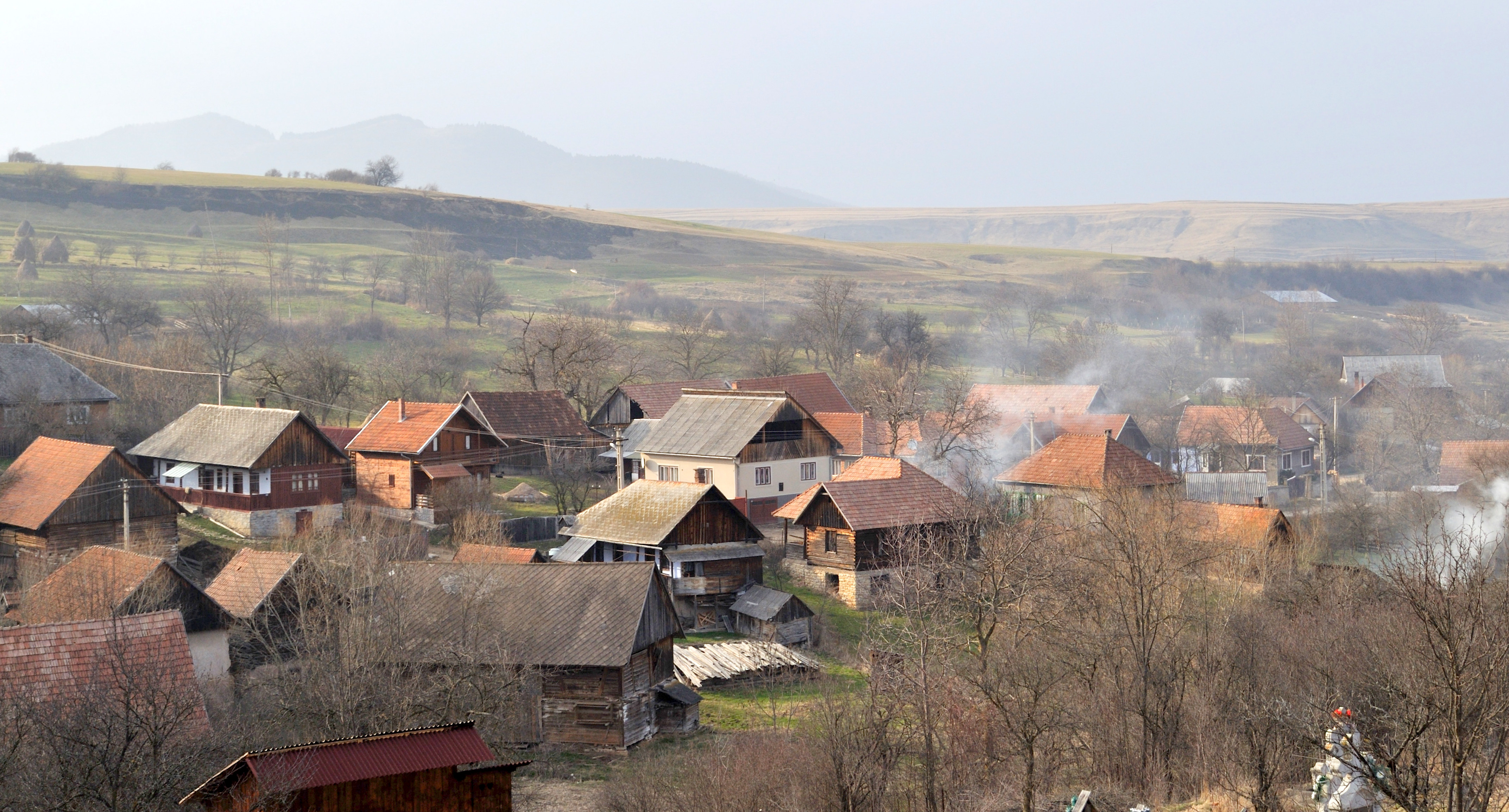
Ciuleni
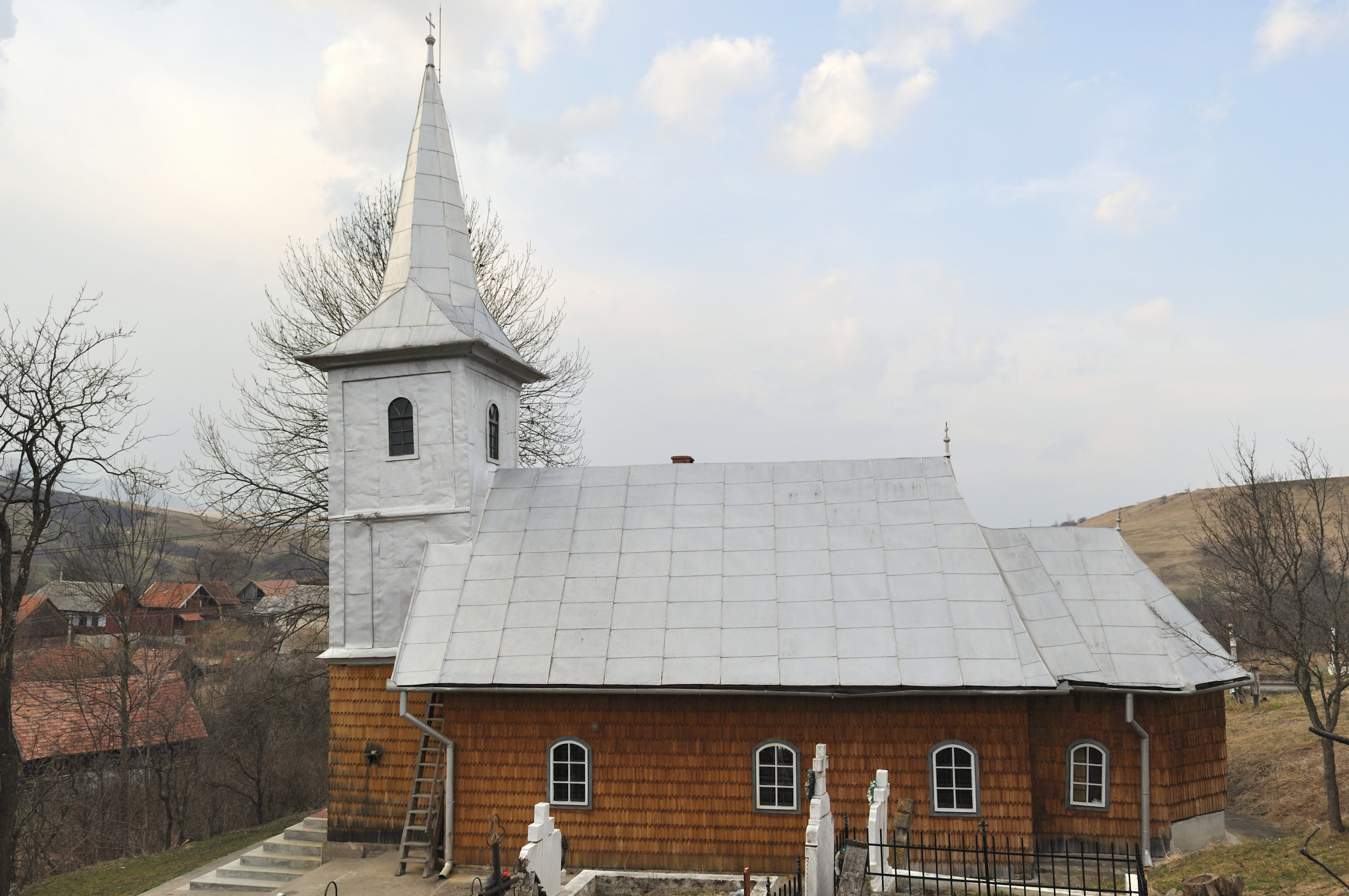
Biserica de lemn „Sfinții Arhangheli” din Ciuleni (monument istoric)
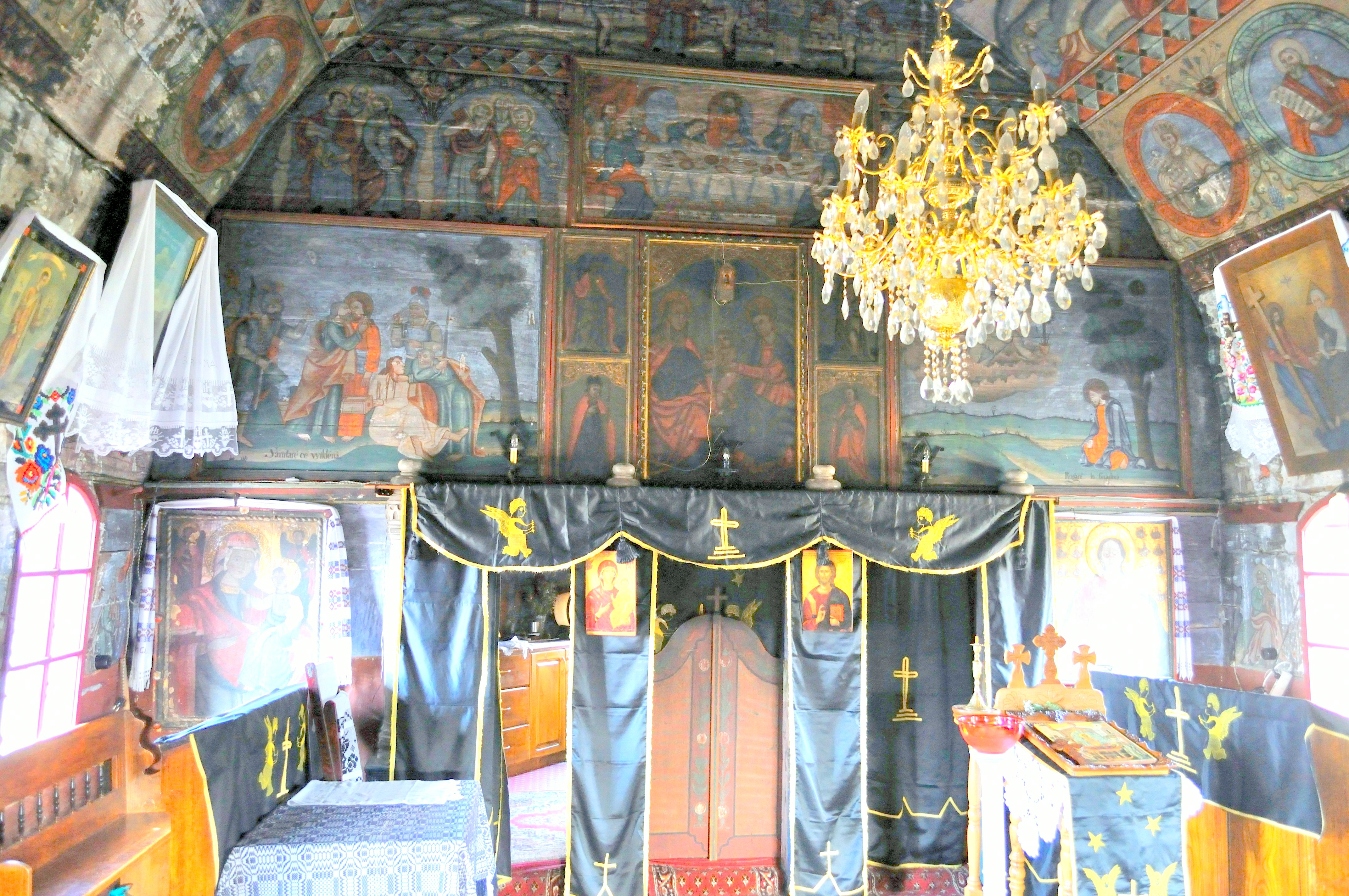
Biserica de lemn „Sfinții Arhangheli” din Ciuleni (interiorul)
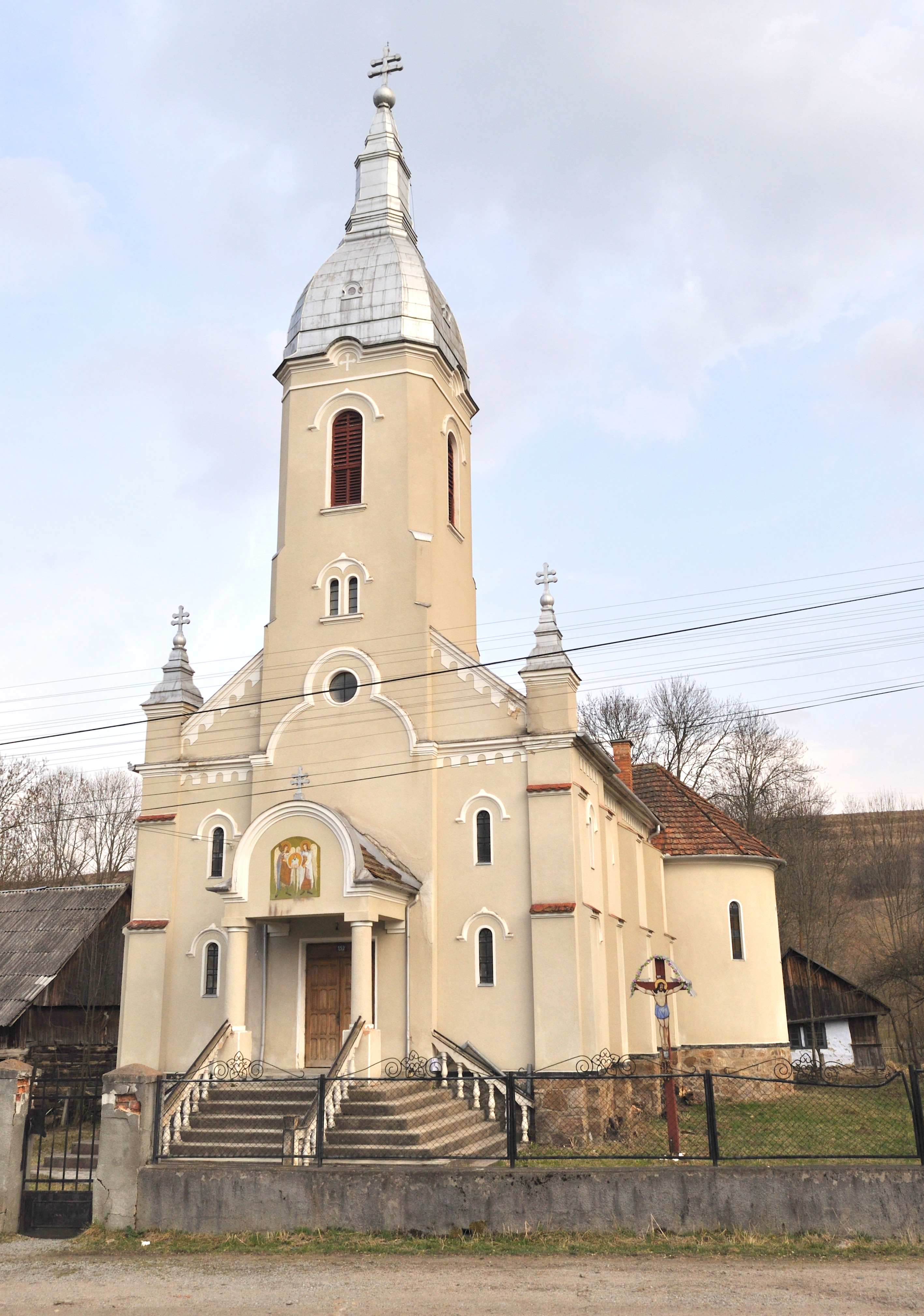
Biserica satului Buteni

## Reportaje
- VIDEO Iarnă de vis în Valea Mărgăului, 9 ianuarie 2011, Adevărul